# МиГ-29МУ2
МиГ-29МУ2 — глубокая модернизация истребителя МиГ-29, выполненная силами украинского Львовского государственного авиационно-ремонтного завода без участия разработчика исходного самолёта, компании МиГ. Полностью обновлена авионика, а в качестве вооружения добавлены авиабомбы и ракеты «воздух-поверхность», что позволяет такому самолёту решать задачи штурмовика. Также заявлялось о продлении срока службы самолёта до 35-40 лет.

## История
Во время вооружённого конфликта на востоке Украина испытывала значительную нехватку штурмовиков для нанесения ударов по противнику на линии фронта. Имеющегося парка Су-25 было недостаточно для всего объёма задач. Нехватка стала причиной интенсивных изысканий в области фронтовой авиации. Одним из результатов изысканий стал проект переоборудования имеющихся Миг-29 в многоцелевые самолёты на Львовском государственном авиационно-ремонтном заводе. В мае 2019 года министр обороны Степан Полторак во время пребывания на заводе объявил о реализации проекта с 2020 года.
В декабре 2019 года опытный МиГ-29МУ2 совершил первый полёт. В мае 2020 успешно выполнен пуск ракет Х-29.

## Изменения
В модификации по сравнению с базовым самолётом произведены следующие изменения:
- возможность пуска ракет «воздух-поверхность»;
- возможность использования управляемых авиабомб;
- новый бортовой радар Н019У1;
- многофункциональный дисплей в кабине;
- возможность работать в международном воздушном пространстве (VOR/DME);
- система автоматической посадки;
- комплекс обороны самолетов «Омут»;
- адаптация для работы с зарубежным шлемом и кислородной маской.

## Оценки
При ракетных ударах по наземным целям МиГ-29МУ2 придётся использовать единственный стоящий на вооружении Украины класс ракет «воздух-поверхность» — Х-29 с дальностью в 10 км, которая не позволяет при наличии у противника средств ПВО запускать ракеты с безопасного расстояния. В целом, эффективность самолёта в качестве штурмовика оценивается как низкая из-за малой полезной нагрузки — 2200 кг (для сравнения, у имеющихся Су-25 — 4400 кг). Тем не менее, с учётом ограниченного количества ресурсов и времени, переоснащение истребителя в многоцелевой самолёт оценивалось как актуальное, поскольку задач для истребителя в современных конфликтах Украины не было.

## Страны-эксплуатанты
- Украина - неизвестное количество по состоянию на август 2022 года[7][8]